# Kaoru Wada
Kaoru Wada (和田 薫?, Wada Kaoru; Shimonoseki, 5 maggio 1962) è un compositore giapponese.
Durante gli studi al conservatorio di Tokyo, Wada è stato allievo di Akira Ifukube (compositore per il primo Godzilla), affermandosi successivamente come compositore di colonne sonore per titoli d'animazione giapponesi, fra cui Inuyasha di Rumiko Takahashi, trasmesso anche in Italia.
È sposato con la doppiatrice giapponese Akiko Nakagawa, che ha lavorato anch'essa alla trasposizione animata dell'opera della Takahashi dando la voce a Sota Higurashi.

## Filmografia

### Orchestra
- Folkloric Dance Suite
- TEN-CHI-JIN symphonic poem
- KAIKYOU symphonic impression
- ITO-DAMA for Tsugaru-shamisen and orchestra
- TOH-KA'' for cello and oechestra
- KI-SHIN fragment concertante for Japanese taiko drums and orchestra

### Colonne sonore per anime
Tra parentesi la data della prima uscita del titolo.
- 3x3 occhi (1991)
- Alita l'angelo della battaglia (1993)
- Ninja Scroll (1993)
- Record of Lodoss War: La saga dei cavalieri (1998)
- Harlock Saga - L'anello dei Nibelunghi (1999)
- To Heart (1999)
- Strange Dawn (2000)
- Fantasmi a scuola (2000)
- Inuyasha (2000 - 2010)
- Princess Tutu - Magica ballerina (2002 - 2003)
- Gilgamesh (2003 - 2004)
- Samurai 7 (2004)
- D.Gray-man (2006)
- I Cavalieri dello zodiaco - The Lost Canvas (2009)
- Ace Attorney (2016)
- Yashahime: Princess Half-Demon (2020-2021)